# Sepa (Säbel)
Der Sepa ist ein Säbel aus Java, der als Blankwaffe bekannt ist.

## Beschreibung
Der Sepa hat eine gebogene, einschneidige Klinge. Die Klinge wird vom Heft zum Ort breiter und verläuft auf dem Klingenrücken sowie an der Schneide stark s-förmig. Die Klinge ist in der Mitte etwas breiter und am Heft und am Ort schmaler. Sie läuft am Ort spitz zu. Die Klinge wird in der Regel aus Pamor-Stahl (ähnlich dem Damaszenerstahl) hergestellt. Das Heft hat ein kleines Parier und besteht aus Holz oder Horn. Er ist im Knaufbereich zur Schneidenseite hin leicht abgebogen. Das gesamte Heft ist in der Form eines mythischen Wesens (Naga) geschnitzt. Der Sepa wird von Ethnien auf Java benutzt.